# Lokomotiv TGOJ nr 125
Lokomotiv TGOJ nr 125 är ett ånglok som numera finns i Nora Bergslags Veteran-Jernväg i Nora.
TGOJ nr 125 tillverkades av Nydqvist och Holm i Trollhättan 1908 för Frövi-Ludvika Järnväg (lok nr 25), dit den levererades 12 november 1908. De var då, tillsammans med ett samtidigt levererat systerloket nr 26, detta järnvägsbolags kraftigaste lok och användes för malmtåg mellan Grängesberg och Vanneboda. 
Efter Trafikaktiebolaget Grängesberg–Oxelösunds Järnvägars övertagande av Frövi-Ludvika Järnväg 1925 döptes loket om till TGOJ Y3a 125. Under 1930-talet blev det växlingslok i Grängesberg, Storå, Stråssa och Guldsmedshyttan och i slutet av 1950-talet ställdes det av i maj 1959 i Kopparberg och konserverades 1960.
Föreningen Skånska Järnvägar köpte loket 1976, men överlät det åt Nora Bergslags Veteran-Jernväg samma år. Det genomgick renovering av maskinen på 1980-talet och har därefter i huvudsak gått i trafik under veteranföreningens sommarsäsonger.
Loket rullade under sin aktiva tid 102 805 mil.